# Jimmy Chamberlin Complex
Jimmy Chamberlin Complex är ett jazz/fusion/rock-projekt bildat av The Smashing Pumpkins före detta trumslagare Jimmy Chamberlin år 2004. Bandet släppte sin första och än så länge enda skiva Life Begins Again i januari 2005 på Sanctuary Records. Bandet hade en hel del spelningar samma år och 2006 lades projektet på is på obestämd tid på grund av att Chamberlin och Billy Corgan startade The Smashing Pumpkins på nytt, som innan dess splittrades år 2000. Billy Corgan bekräftade på bandets officiella webbplats att Jimmy Chamberlin hoppade av The Smashing Pumpkins den 20 mars 2009 för att bland annat ägna sig åt The Jimmy Chamberlin Complex.

## Diskografi
Studioalbum
- 2005 – Life Begins Again
- 2017 – The Parable

## Bandmedlemmar
Medlemmar 2005
- Jimmy Chamberlin – trummor
- Billy Mohler – basgitarr, keyboard, gitarr
- Sean Woolstenhulme – gitarr
- Adam Benjamin – klaviatur